# Ertingen
Ertingen település Németországban, azon belül Baden-Württembergben. Lakosainak száma 5424 fő (2023. december 31.).

## Népesség
A település népessége az elmúlt években az alábbi módon változott:
| Lakosok száma | 3955 | 5403 | 5413 | 5360 | 5444 | 5424 |
|               | 1975 | 2017 | 2019 | 2021 | 2022 | 2023 |